# Hanns-Joachim-Friedrichs-Preis

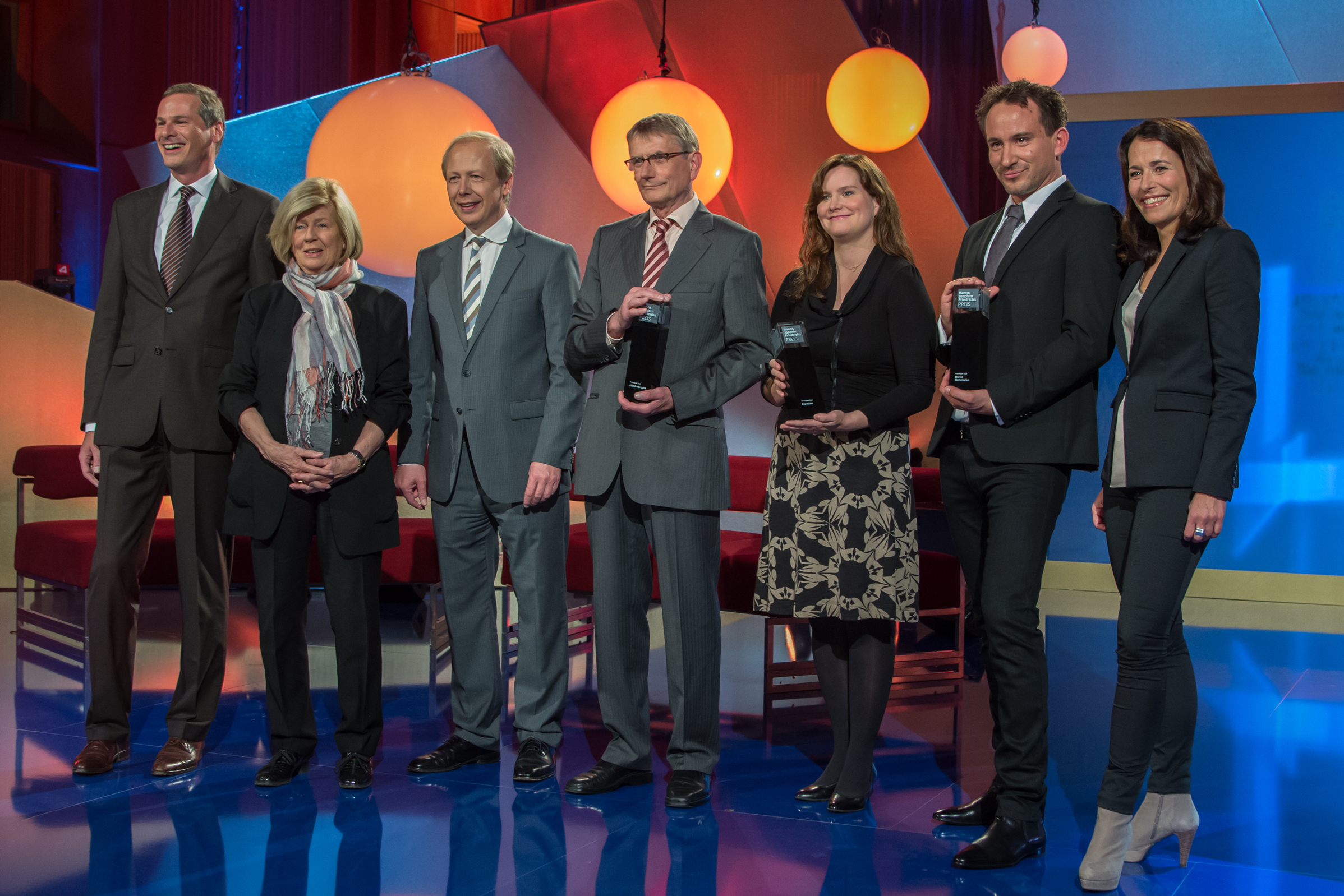
Preisverleihung 2013, v. l. n. r.: Georg Mascolo (Laudator), Ilse Friedrich, Tom Buhrow, Jörg Armbruster (Preisträger), Eva Müller (Förderpreis), Marcel Mettelsiefen (Preisträger) und Anne Will (Moderation)

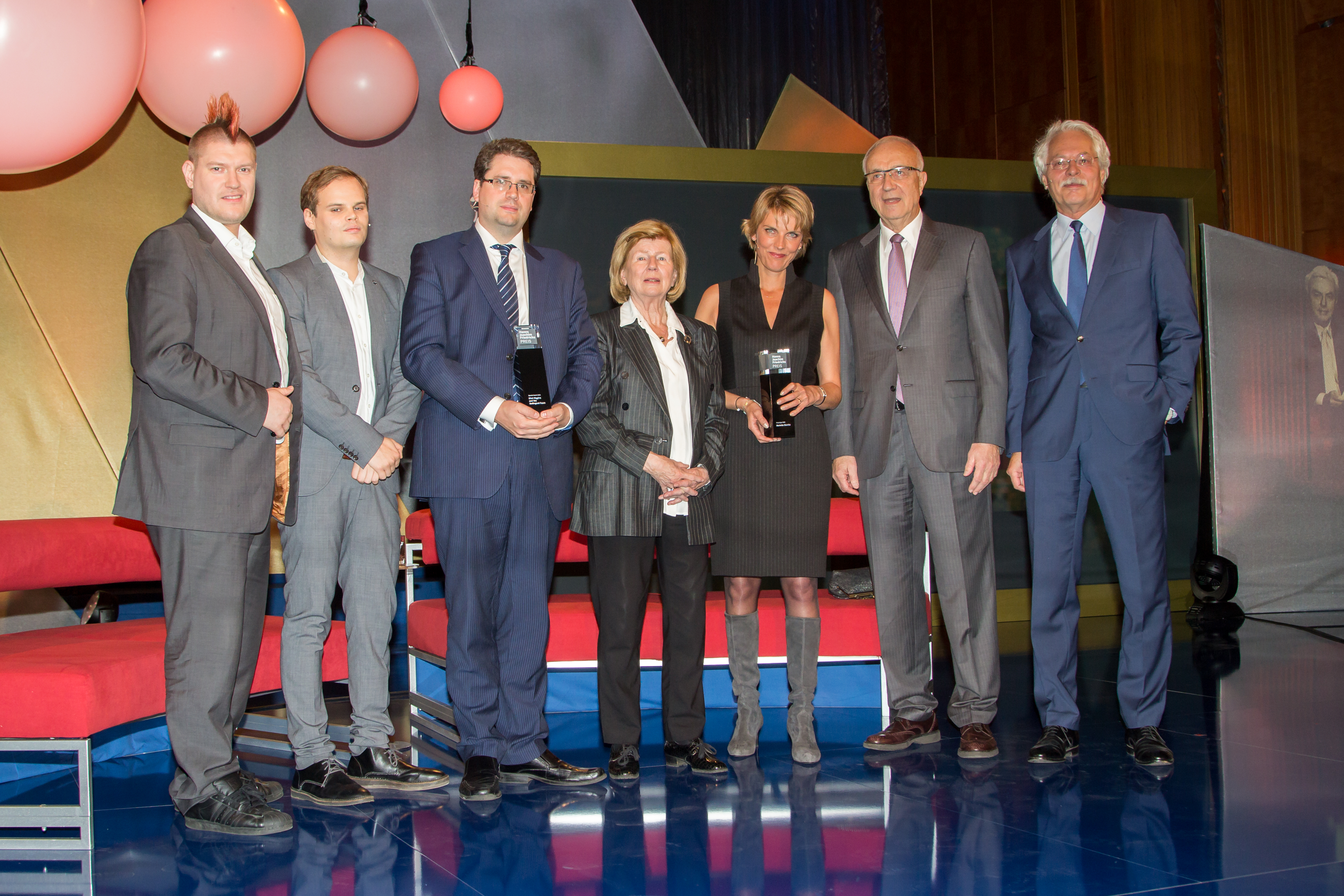
Preisverleihung 2015, v. l. n. r.: Sascha Lobo (Laudator), Andreas Spinrath (Förderstipendium), Eliot Higgins (Preisträger), Ilse Friedrich, Marietta Slomka (Preisträgerin), Fritz Pleitgen, Thomas Roth (Moderation)

Mit dem Hanns-Joachim-Friedrichs-Preis für Fernsehjournalismus werden einmal jährlich Fernsehjournalisten ausgezeichnet.
Der Preis wurde nach dem Tod des Tagesthemen-Moderators Hanns Joachim Friedrichs im Jahre 1995 von einem 15-köpfigen Freundeskreis des Moderators ins Leben gerufen. Man gründete den gemeinnützigen Verein zur Verleihung des Hanns-Joachim-Friedrichs-Preises für Fernsehjournalismus e. V. Seitdem kürt diese Jury alljährlich den oder die Preisträger. Der Preis ist seit 2002 mit 5.000 Euro (aufteilbar) dotiert (davor: 10.000 DM).

## Motto
Das Motto des Preises lautet: „Einen guten Journalisten erkennt man daran, dass er sich nicht gemein macht mit einer Sache, auch nicht mit einer guten Sache.“ Das Zitat ist in dieser Form erstmals als Klappentext in Friedrichs Autobiografie verkürzt nachgewiesen und wird unterschiedlich rezipiert.

## Preisträger
| Jahr | Name                                                           | Funktion |
| ---- | -------------------------------------------------------------- | --- |
| 1995 | Thomas Roth                                                    | Auslandskorrespondent der ARD in Moskau |
| 1996 | Petra Gerster und Maria von Welser                             | Moderatorinnen des ZDF-Magazins ML mona lisa |
| 1997 | Christoph Maria Fröhder                                        | Krisenberichterstatter für die ARD |
| 1998 | Hans-Josef Dreckmann                                           | Afrika-Korrespondent der ARD (Studio Nairobi) |
| 1998 | Carla Kniestedt (Förderpreis)                                  | Reporterin des ORB, vor allem für ihre Berichte zur Oderflut 1997 |
| 1999 | Wolf von Lojewski                                              | Moderator der ZDF-Nachrichtensendung heute journal |
| 1999 | Tina Hassel (Förderpreis)                                      | ARD-Korrespondentin in Frankreich (ARD-Studio Paris) |
| 2000 | Gabi Bauer                                                     | Moderatorin der ARD-Tagesthemen |
| 2000 | Maybrit Illner                                                 | Moderatorin der ZDF-Talkshow Berlin Mitte |
| 2000 | Sandra Maischberger                                            | Moderatorin der Talkshow maischberger auf n-tv |
| 2001 | Gerd Ruge                                                      | Lebensleistung |
| 2001 | Alexander Kluge                                                | Lebensleistung |
| 2001 | Günter Gaus                                                    | Lebensleistung |
| 2002 | Dirk Sager                                                     | ZDF-Korrespondent Russland (Studio Moskau) |
| 2003 | Antonia Rados                                                  | Korrespondentin für RTL und n-tv, Berichterstatterin aus Bagdad |
| 2003 | Ulrich Tilgner                                                 | ZDF-Korrespondent Bagdad, der „unter den extremen Bedingungen der Kriegsberichterstattung journalistische Unabhängigkeit bewahrt“ habe                                                             |
| 2003 | Eric Friedler (Förderpreis)                                    | Film Konvoi in den Tod |
| 2004 | Annette Dittert                                                | ARD-Korrespondentin Polen (Studio Warschau) |
| 2005 | Frank Plasberg und Redaktion von Hart aber fair                | Journalist und Moderator, gemeinsam mit Redaktionsteam für die Sendung Hart aber fair (WDR) |
| 2005 | Horst Königstein (Sonderpreis)                                 | NDR-Redakteur, Autor und Regisseur (Die Manns, Speer und Er) |
| 2005 | Britta Hilpert (Förderpreis)                                   | Leiterin des ZDF-Studios in Moskau |
| 2006 | ZDF-Magazin Frontal21                                          | Redaktionsleiter Claus Richter und Moderator Theo Koll |
| 2007 | Anne Will                                                      | Moderatorin der ARD-Tagesthemen |
| 2008 | Eric Friedler                                                  | NDR-Fernsehreporter und Dokumentarfilmer (u. a. Das Schweigen der Quandts) |
| 2008 | Christina Pohl (Förderpreis)                                   | Spiegel-TV-Reporterin |
| 2009 | Nikolaus Brender                                               | ZDF-Chefredakteur |
| 2009 | Astrid Randerath und Christian Esser (Förderpreis)             | Autoren der ZDF-Fernsehdokumentation Das Pharmakartell |
| 2010 | Claus Kleber                                                   | Moderator der ZDF-Nachrichtensendung heute journal |
| 2010 | Redaktion der WDR-Dokumentationsreihe die story (Sonderpreis)  | Redaktion unter besonderer Erwähnung ihres Begründers Gert Monheim |
| 2011 | Johannes Hano                                                  | Leiter des ZDF-Studios Peking |
| 2011 | Ariane Reimers (Förderpreis)                                   | ARD-Korrespondentin in Peking |
| 2011 | Nasser Hadar (Sonderpreis)                                     | Freier Mitarbeiter von Al Jazeera |
| 2012 | Oliver Welke mit der heute-show-Redaktion                      | Moderator und Autor in der Nachrichtensatire heute-show des ZDF |
| 2012 | Denis Scheck (Sonderpreis)                                     | Literaturjournalist des Deutschlandfunks und Moderator der ARD-Sendung Druckfrisch |
| 2013 | Jörg Armbruster                                                | bis Ende 2012 ARD-Korrespondent für den Nahen und Mittleren Osten |
| 2013 | Marcel Mettelsiefen                                            | Fotograf, Kameramann, Fernsehjournalist, Herausgeber und Buchautor |
| 2013 | Eva Müller (Förderpreis)                                       | Reporterin des WDR und Buchautorin |
| 2014 | Golineh Atai                                                   | ARD-Korrespondentin in der arabischen Welt und der Ukraine |
| 2014 | Stephan Lamby                                                  | Fernsehautor und Produzent |
| 2015 | Marietta Slomka                                                | Moderatorin der ZDF-Nachrichtensendung heute journal |
| 2015 | Eliot Higgins und Bellingcat (Sonderpreis)                     | Recherche-Netzwerk |
| 2015 | Andreas Spinrath (Förderpreis)                                 | Reporter im WDR-Investigativressort |
| 2016 | Hajo Seppelt                                                   | Journalist für Dopingproblematik in der ARD |
| 2016 | Armin Wolf (Sonderpreis)                                       | ORF-Nachrichtenmoderator |
| 2017 | Hans-Ulrich Gack, Luc Walpot (ZDF) und Frederik Pleitgen (CNN) | Auslandsreporter für ZDF bzw. CNN in Nahost |
| 2017 | Isabel Schayani (Sonderpreis)                                  | WDR-Redakteurin mit der Redaktion von WDRforyou |
| 2018 | Anja Reschke                                                   | Moderatorin der Fernsehsendungen Panorama und Zapp |
| 2018 | Kulturzeit (Sonderpreis)                                       | Kulturmagazin von 3sat |
| 2019 | Mai Thi Nguyen-Kim                                             | Moderatorin der Fernsehsendung Quarks (WDR) und des YouTube-Kanals maiLab |
| 2019 | Harald Lesch                                                   | Moderator diverser Wissenschaftssendungen im ZDF |
| 2020 | Ulf Röller                                                     | Auslandskorrespondent des ZDF in Peking |
| 2020 | Emily Maitlis                                                  | Moderatorin der BBC-Two-Sendung Newsnight |
| 2020 | Nadia Kailouli und Jonas Schreijäg (Sonderpreis)               | Reporter des NDR-Magazins Panorama |
| 2021 | Katrin Eigendorf                                               | Reporterin des ZDF in Afghanistan |
| 2021 | Carl Gierstorfer                                               | Dokumentarfilmer |
| 2021 | ZDF Magazin Royale (Sonderpreis)                               | satirische Late-Night-Show |
| 2022 | Christoph Reuter                                               | Reporter von Der Spiegel |
| 2022 | Ost-West-TV                                                    | Informationssender |
| 2023 | Ina Ruck                                                       | WDR-Korrespondentin in Moskau |
| 2023 | Elmar Theveßen                                                 | Leiter des ZDF-Studios Washington, D.C. |
| 2023 | Drei ukrainische Journalistinnen (Sonderpreis)                 | Sevgil Musayeva: Chefredakteurin des Internetportals Ukraina Pravda Nataliya Gumenyuk: Kriegsreporterin Olha Rudenko: Chefredakteurin und Mitbegründerin des Internetportals The Kyiv Independent. |
| 2024 | Eva Schulz                                                     | Journalistin, Fernsehmoderatorin (u. a. Deutschland3000 für funk und Deutschland, warum bist du so? für das ZDF)                                                                                   |
| 2024 | Jan N. Lorenzen                                                | Journalist und Dokumentarfilmer (u. a. Wir waren in der AfD – Aussteiger berichten (ARD, 2024) und Die große Angst: Zukunft in Ostdeutschland (ARD, 2024))                                         |
| 2024 | Fabian Köster und Lutz van der Horst                           | Comedy-Reporter (u. a. ZDF Heute-show) |
| 2024 | Paul Schwenn (Förderpreis)                                     | freier Journalist (u. a. ZDF Magazin Royale) |

(Quelle: Verein zur Verleihung des Hanns-Joachim-Friedrichs-Preises für Fernsehjournalismus e. V.)

## Belege
1. ↑  Startseite – Hanns-Joachim-Friedrichs-Preis. Abgerufen am 20. August 2023.
2. ↑  Armin Wolf: Womit darf sich ein Journalist „gemein machen“? Nachtrag vom 9. Dezember. In: www.arminwolf.at. 9. Dezember 2018, abgerufen am 20. Januar 2019 (siehe Foto des Klappentextes der Autobiographie „Journalistenleben“ von Hanns Joachim Friedrichs): „Einen guten Journalisten erkennt man daran, dass er Distanz zum Gegenstand seiner Betrachtung hält; dass er sich nicht gemein macht mit einer Sache, auch nicht mit einer guten Sache; dass er immer dabei ist, aber nie dazugehört.“
3. ↑  Rüdiger Jungbluth: Mit keiner Sache gemein? Die Wahrheit über das Hanns-Joachim-Friedrichs-Zitat. In: Übermedien. 2. November 2021, abgerufen am 20. August 2023 (deutsch).
4. ↑  Imre Grimm: Hanns Joachim Friedrichs: Warum ist sein berühmtes Journalistenzitat ein Missverständnis? 22. Juli 2023, abgerufen am 20. August 2023.
5. ↑  Hanns-Joachim-Friedrichs-Preis Auslandsreporter und „WDRforyou“ ausgezeichnet, abgerufen am 10. April 2017.
6. ↑  Hanns-Joachim-Friedrichs-Preis an NDR-Journalistin Anja Reschke. Der Tagesspiegel, 7. Mai 2018, abgerufen am selben Tage.
7. ↑  Alle Preisträger von 1995 bis heute. Verein zur Verleihung des Hanns-Joachim-Friedrichs-Preises für Fernsehjournalismus e. V., abgerufen am 17. November 2019.